# Can Casacuberta (Manlleu)
Can Casacuberta és una obra de Manlleu (Osona) inclosa a l'Inventari del Patrimoni Arquitectònic de Catalunya.

## Descripció
Edifici de planta i dos pisos amb tres eixos compositius verticals molt marcats. A la planta baixa hi ha una successió de tres portes amb dovelles regulars de pedra. La dovella central de la porta del mig està decorada. Al primer i segon pis hi ha balcons i a les golfes hi ha uns òculs. La mida de les obertures és decreixent en alçada i totes tenen els brancals i dintells de pedra. Tota la façana és arrebossada. El ràfec de la coberta se sustenta per biguetes de fusta.
És un edifici representatiu dels habitatges dels industrials manlleuencs, de l'entorn de 1880. Conserva una llinda de 1707.